# San Vito sullo Ionio
San   Vito sullo Ionio község (comune) Olaszország Calabria régiójában, Catanzaro megyében.

## Fekvése
A megye délnyugati részén fekszik. Határai: Capistrano, Cenadi, Chiaravalle Centrale, Monterosso Calabro, Olivadi, Petrizzi és Polia.

## Története
A 11. században alapították a normannok idején. Középkori épületeinek nagy része az 1783-as calabriai földrengésben elpusztult. A 19. század elején vált önálló községgé, amikor a Nápolyi Királyságban felszámolták a feudalizmust.

## Népessége
A népesség számának alakulása:

## Főbb látnivalói
- San Vito-templom